# Могорче
Могорче (на македонска литературна норма: Могорче; на албански: Mogorçe) е село в Северна Македония, в община Дебър.

## География
Селото е разположено в областта Мала река в северните склонове на планината Стогово над долината на Мала река, над която се намира мостът Елен скок.

## История
В XIX век Могорче е смесено българо-помашко мияшко село в Реканска каза на Османската империя. В „Етнография на вилаетите Адрианопол, Монастир и Салоника“, издадена в Константинопол в 1878 година и отразяваща статистиката на населението от 1873 година, Могоче (Mogotché) е посочено като село с 50 домакинства, като жителите му са 18 помаци и 120 българи.
Селото е последното масово ислямизирано българско село по време на османското владичество. По-голяма част от населението е ислямизирано в 1877 година от албански башибозук при започването на Руско-турската война.
Според статистиката на Васил Кънчов („Македония. Етнография и статистика“) в 1900 година Могорче има 16 жители българи-християни и 770 българи-мохамедани.
На Етнографската карта на Битолския вилает на Картографския институт в София от 1901 година Могорче е смесено село българи, помаци (българи мохамедани) и албанци в Реканската каза на Дебърския санджак със 106 къщи.
Цялото християнско население на селото е под върховенството на Българската екзархия. По данни на секретаря на екзархията Димитър Мишев („La Macédoine et sa Population Chrétienne“) в 1905 година в Могорче има 8 българи екзархисти.
В 1915 година, по време на Първата световна война, селото е анексирано от Царство България. Към 1 март 1916 година Могорче е част от Гарската община на българската Дебърска околия.
На етническата си карта на Северозападна Македония в 1929 година Афанасий Селишчев отбелязва Могорче като българско село.
През 50-те години има масово изселване на помаци към Турция по държавно споразумение между СФР Югославия и Република Турция.
Според преброяването от 2002 година селото има 1794 жители.
| Националност | Всичко |
| македонци    | 1408   |
| албанци      | 1      |
| турци        | 376    |
| роми         | 1      |
| власи        | 0      |
| сърби        | 0      |
| бошняци      | 1      |
| други        | 7      |